# Julia - Las aventuras de una criminóloga
Julia - Las aventuras de una criminóloga (en italiano, Julia - Le avventure di una criminologa) es una historieta italiana policíaca de la casa Sergio Bonelli Editore, creada por Giancarlo Berardi.
El cómic apareció por primera vez en Italia en 1998 con el episodio titulado "Gli occhi dell'abisso". En España lo publica Aleta Ediciones.

## Argumento
Julia Kendall es una joven criminóloga de poco más de 30 años, quien vive en la ciudad ficticia de Garden City, a casi una hora de Nueva York. A pesar de su aspecto delicado (inspirado en la apariencia de la actriz Audrey Hepburn), Julia es una mujer fuerte y determinada. Trabaja como profesora asistente en la universidad local y como asesora de poderes públicos o ciudadanos privados. En la mayoría de los casos, recibe encargos de consultoría directamente por la oficina del Fiscal de Distrito y colabora con la policía.
Se puede definir una "investigadora del alma", pues no se limita sólo a llevar ante la justicia a los criminales, sino también trata de entender las profundas razones que los han llevado a cometer sus delitos. Además que en sus conocimientos científicos, el método de investigación de Julia se basa en su instinto personal, siendo movida por una extraordinaria sensibilidad que le permite de entrar emocionalmente en la mente del criminal, logrando a predecir sus movimientos. Los fenómenos que más le interesan son la psicopatología criminal, los binomios sexo-delincuencia y drogas-delinquencia, los asesinatos más crueles, los asesinos seriales y la delincuencia juvenil.

## Personajes

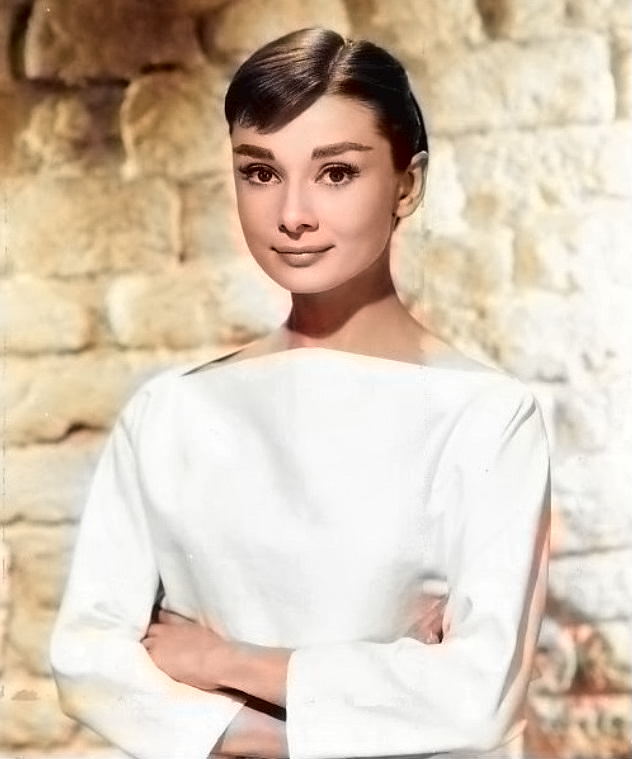
El personaje de Julia está inspirado físicamente en la actriz Audrey Hepburn.

Julia perdió a sus padres en un accidente de tráfico cuando ella tenía sólo tres años y su hermana tres meses. Las dos niñas fueron criadas por su abuela materna Lillian Osborne, viuda del arqueólogo Walter. La hermana Norma es una modelo profesional y tiene problemas con las drogas.
Julia vive con su gata Toni en un chalet de principios del siglo XX en la periferia de Garden City, cuidado por su asistenta Emily Jones. Emily es una mujer afroamericana cuerda y de espíritu práctico, con un número desconocido de exmaridos e hijos (entre ellos, Luther, periodista y fotógrafo con un pasado de hacker) y cierto resentimiento hacia "el mundo gobernado por los blancos" (parece que en el pasado militó en las Panteras Negras). Hacia Julia tiene un instinto maternal y protector.
Julia está envuelta en una relación amorosa con Ettore Cambiaso, un policía italiano de orígenes genovés y napolitano.
Uno de los mejores amigos de Julia es el detective privado Leo Baxter, un rubio macizo y mujeriego que a menudo la ayuda durante sus investigaciones.
Los miembros de la policía con los que colabora son: el teniente Allan Web, de carácter arisco y seco, secretamente atraído por Julia aunque los dos pelean constantemente; el sargento "Big" Ben Irving, fiable y con sobrepeso; el capitán Clyde Carter, de unos sesenta años, carismático e incorruptible; el Doctor Tait, el forense del distrito. A ellos se añade Michael H. Robson, Fiscal de distrito de unos cincuenta años, jovial y de excelentes capacidades deductivas.
Julia conduce un Morgan 4/4 blanco de 1967, recibido como pago por un viejo trabajo. El coche se rompe a menudo y Julia se ve obligada a llevarlo periódicamente al mecánico Nick Yorgis para que lo arregle.
Entre los innumerables enemigos a los que se ha enfrentado, destaca la psicópata asesina en serie Myrna Harrod, que aparece en los primeros tres episodios de la serie y vuelve en varias ocasiones.
Además de Julia, varios personajes de la serie están inspirados físicamente en actores de cine: Emily Jones (Whoopi Goldberg), Lillian Osborne (Jessica Tandy), Ettore Cambiaso (Michele Riondino), Leo Baxter (Nick Nolte), Allan Web (John Malkovich), Ben Irving (John Goodman), Clyde Carter (Morgan Freeman), Luther (Spike Lee) y Tim O' Leary (Cary Grant).

## Autores

### Guionistas

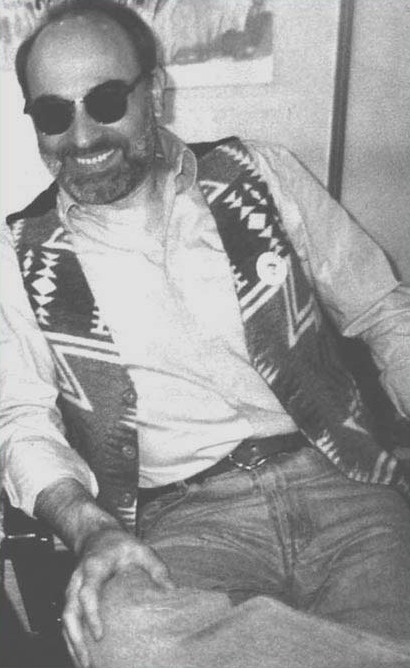
El creador de Julia, Giancarlo Berardi.

Giancarlo Berardi, Marco Belli, Lorenzo Calza, Gino D'Antonio, Giuseppe De Nardo, Alberto Ghè, Michelangelo La Neve, Maurizio Mantero, Claudia Salvatori.

### Dibujantes
Federico Antinori, Francesco Bonanno, Luca Bonessi, Steve Boraley, Ivan Calcaterra, Thomas Campi, Giuseppe Candita, Giancarlo Caracuzzo, Luigi Copello, Piero Dall'Agnol, Enio Legisamón, Marco Foderà, Ernesto García Seijas, Matteo Giurlanda, Mario Jannì, Riccardo Labella, Lucio Leoni, Alberto Macagno, Maurizio Mantero, Antonio Marinetti, Enrico Massa, Italo Mattone, Ernesto Michelazzo, Valerio Piccioni, Claudio Piccoli, Luigi Pittaluga, Corrado Roi, Luigi Siniscalchi, Marco Soldi, Cristiano Spadoni, Vittorio Tolu, Sergio Toppi, Giorgio Trevisan, Gustavo Trigo, Luca Vannini, Roberto Zaghi, Laura Zuccheri.

## Videojuego
En 2010 salió a la venta la aventura gráfica point-and-click para PC Julia: Innocent Eyes, desarrollada por la software house italiana Artematica. El videojuego fue lanzado en tres capítulos episódicos: Parole non dette (24 de septiembre de 2010), Istinto predatore (22 de octubre de 2010) y Lacrime nere (10 de diciembre de 2010).